# 京都経済同友会

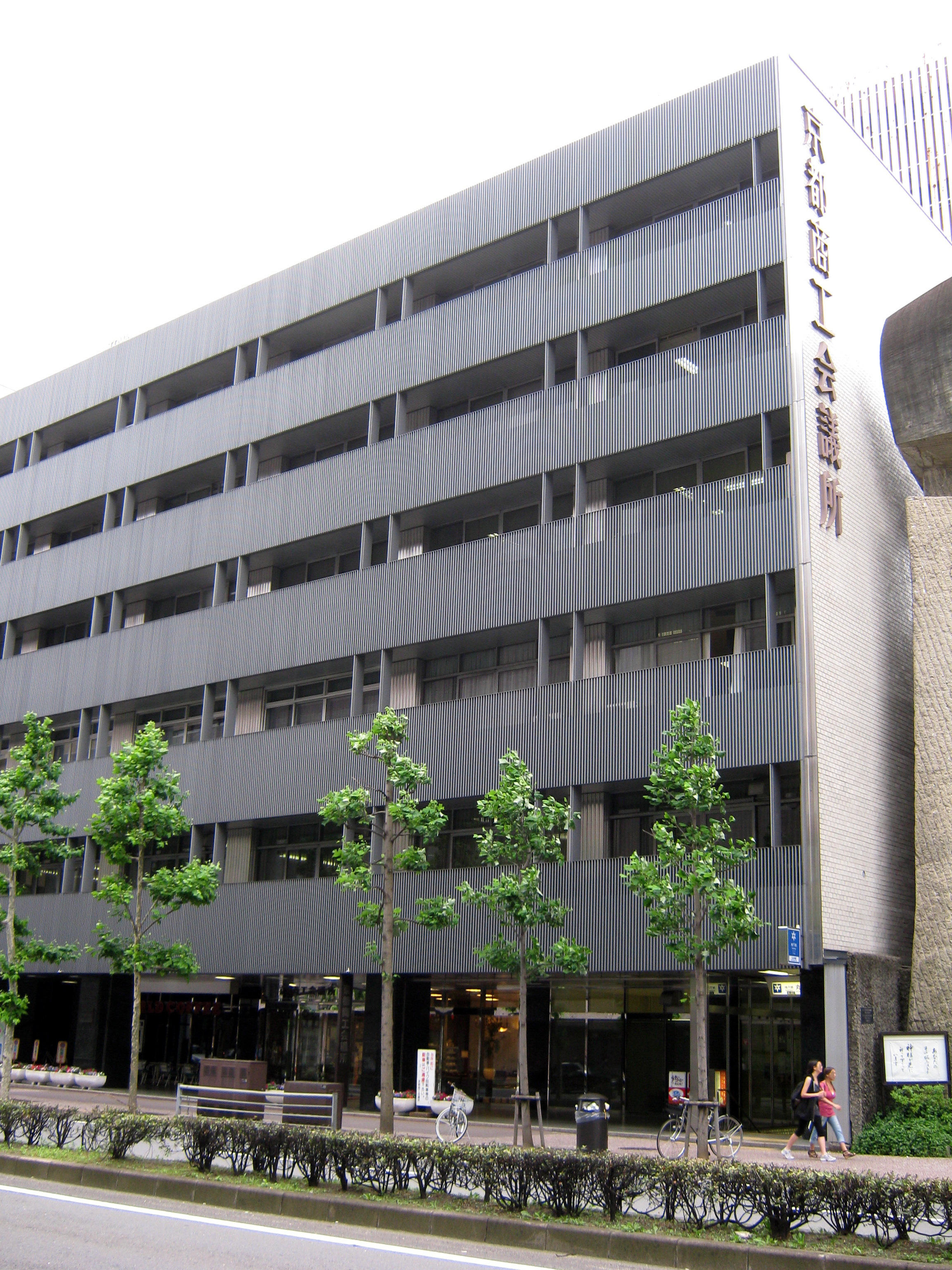
かつて入居していた京都商工会議所ビル

一般社団法人京都経済同友会（きょうとけいざいどうゆうかい、英語: Kyoto Association of Corporate Executives）は、京都府で経済活動を行う経営者の団体。京都経済4団体（京都商工会議所、京都経営者協会、京都工業会）のひとつ。会員は個人の資格で参加する。

## 沿革
- 1946年 - 経済同友会関西支部「京都部会」発足
- 1948年 - 京都経済同友会創立
- 2012年 - 一般社団法人に移行

|      | 氏名       | 在任期間               | 企業               |
| ---- | ---------- | ---------------------- | ------------------ |
| 初代 | 松風憲二   | 1948年6月 - 1949年12月 | 松風               |
| 2代  | 森下弘     | 1948年12月 - 1965年3月 | 日本新薬           |
| 3代  | 田中豊     | 1955年1月 - 1962年3月  | 宝酒造             |
| 4代  | 西村大治郎 | 1962年4月 - 1967年3月  | 千吉               |
| 5代  | 立石一真   | 1965年4月 - 1971年3月  | オムロン           |
| 6代  | 小谷隆一   | 1969年4月 - 1976年3月  | イセトー           |
| 7代  | 塚本幸一   | 1971年4月 - 1975年3月  | ワコール           |
| 8代  | 堀場雅夫   | 1975年4月 - 1979年3月  | 堀場製作所         |
| 9代  | 河野卓男   | 1976年4月 - 1981年3月  | ムーンバット       |
| 10代 | 榊田喜四夫 | 1981年4月 - 1985年3月  | 京都信用金庫       |
| 11代 | 立石孝雄   | 1981年4月 - 1987年3月  | オムロン           |
| 12代 | 稲盛和夫   | 1985年4月 - 1989年3月  | 京セラ             |
| 13代 | 納屋嘉治   | 1987年4月 - 1991年3月  | 淡交社             |
| 14代 | 村田純一   | 1989年4月 - 1993年3月  | 村田機械           |
| 15代 | 川原睦郎   | 1991年4月 - 1995年3月  | 京都みやこ信用金庫 |
| 16代 | 石田隆一   | 1993年4月 - 1997年3月  | イシダ             |
| 17代 | 千田哲朗   | 1995年4月 - 1999年3月  | ルシアン           |
| 18代 | 道端進     | 1997年4月 - 2001年3月  | 京都中央信用金庫   |
| 19代 | 吉田忠嗣   | 1999年4月 - 2003年3月  | 吉忠               |
| 20代 | 内田昌一   | 2001年4月 - 2005年3月  | 京都青果合同       |
| 21代 | 堀場厚     | 2003年4月 - 2007年3月  | 堀場製作所         |
| 22代 | 渡部隆夫   | 2005年4月 - 2009年3月  | ワタベウェディング |
| 23代 | 村田泰隆   | 2007年4月 - 2008年3月  | 村田製作所         |
| 24代 | 北尾哲郎   | 2008年4月 - 2011年3月  | 日東薬品工業       |
| 25代 | 田辺親男   | 2009年4月 - 2013年4月  | 親友会グループ     |
| 26代 | 長谷幹雄   | 2011年4月 - 2015年5月  | 長谷本社           |
| 27代 | 増田寿幸   | 2013年4月 - 2017年4月  | 京都信用金庫       |
| 28代 | 鈴木順也   | 2015年4月 - 2019年4月  | NISSHA             |
| 29代 | 大倉治彦   | 2017年4月 - 2021年4月  | 月桂冠             |
| 30代 | 村田大介   | 2019年4月 - 2023年4月  | 村田機械           |
| 31代 | 内田隆     | 2021年4月 -            | 京都青果合同       |
| 32代 | 榊田隆之   | 2023年4月 -            | 京都信用金庫       |